# Topelia gyalectodes
Topelia gyalectodes är en lavart som först beskrevs av William Nylander och fick sitt nu gällande namn av B. D. Ryan & Lumbsch. 
Topelia gyalectodes ingår i släktet Topelia och familjen Stictidaceae.   Inga underarter finns listade i Catalogue of Life.